# Південноамериканські дредноутні перегони

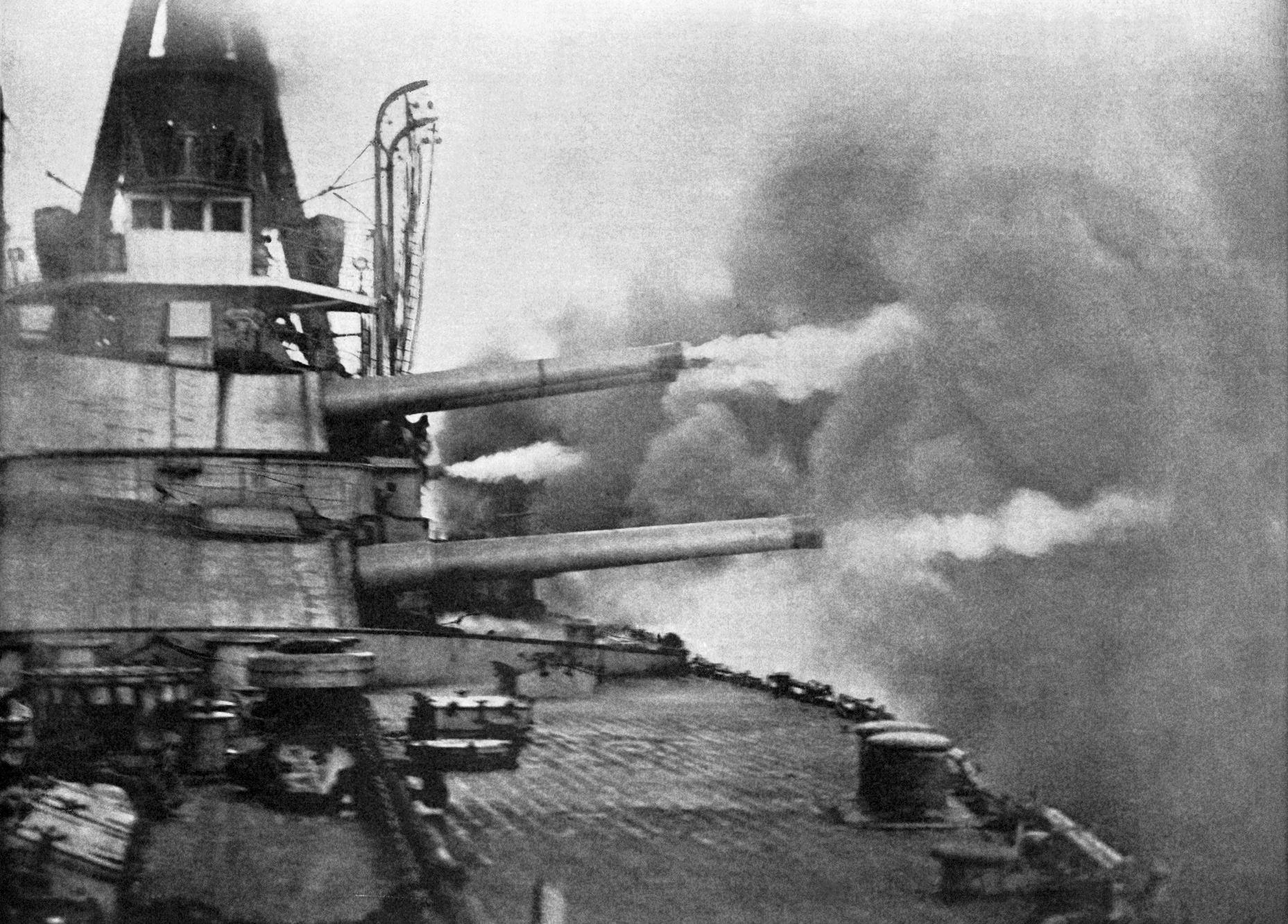
Бортовий залп бразильського дредноута «Мінас Жерайс» під час випробувань гармат головного калібру близько 1909. Будівництво цього судна спровокувало південноамериканські «дредноутні перегони»

Південноамериканські дредноутні перегони — гонка озброєнь між Аргентиною, Бразилією і Чилі, що почалася в 1907.
Приводом до загострення військово-морського суперництва стало замовлення Бразилією у Великій Британії трьох дредноутів, які на той момент належали до новітнього класу великих надводних кораблів і мали найбільшу вогневу силу. Аргентино-чилійська гонка озброєнь (1887-1902), яка збіглася з падінням бразильської монархії та загальною нестабільністю в країні, призвела до послаблення бразильського флоту порівняно з суперниками, як у якості, так і у кількості.
У 1904 бразильські політики вперше поставили питання про посилення національного флоту, переслідуючи спільну мету виведення Бразилії в число світових держав.
Наприкінці 1905 замовлені три броненосці, однак замовлення скасовано в 1906, незабаром після того, як Велика Британія побудувала «Дредноут», що став новим революційним типом корабля. Замість броненосців на англійських стапелях закладені корпуси двох бразильських дредноутів типу «Мінас-Жерайс» з розрахунком на будівництво в майбутньому ще одного.
Аргентина і Чилі достроково припинили дію угоди про обмеження морських озброєнь, укладену у 1902, і замовили по два корабля власних типів: тип «Рівадавія» для Аргентини будували у США, чилійський тип «Альміранте Латорре»— у Великій Британії. Тим часом будівництво третього бразильського дредноута — «Ріо-де-Жанейро» — було скасовано на користь ще потужнішого корабля. Проект останнього кілька разів переглядався у ході будівництва, але вже після остаточного затвердження проекту в бразильському уряді зрозуміли, що новий корабель буде поступатися супердредноутам, що вже з'явилися на той час. Недобудований «Ріо-де-Жанейро» був виставлений на торги і незабаром його продали Османській імперії. Замість нього планували побудувати на верфі Армстронга супердредноут «Ріачуело». Однак незабаром почалася Перша світова війна, що перешкодила здійснити задумане: британські суднобудівники припинили роботи з іноземними замовленнями, зосередивши зусилля на потребах Королівського флоту. Обидва чилійських дредноута були викуплені Великою Британією і увійшли до складу її військового флоту. Два аргентинських корабля, що будувалися в нейтральних Сполучених Штатах, були передані замовнику в 1915.
Перша світова війна поклала край південноамериканським дредноутним перегонам. Численні післявоєнні плани осучаснення трьох флотів країн інколи допускали купівлю дредноутів, проте жоден з цих планів не було здійснено. Єдиним винятком стала купівля Чилі одного з двох лінкорів, які будувалися до війни у Великій Британії за чилійським замовленням, а під час війни служили в британському Королівському флоті. Таким чином, «Альміранте Латорре» став єдиним дредноутом, що поповнив флоти південноамериканських країн після Першої світової війни.

## Див також.
Аргентино-чилійська гонка морських озброєнь - змагання морських озброєнь між Аргентиною та Чилі на рубежі між XIX та XX століттям.  